# Баблер-рихталик асамський
Ба́блер-рихталик асамський (Spelaeornis badeigularis) — вид горобцеподібних птахів родини тимелієвих (Timaliidae). Ендемік Індії. Раніше вважався підвидом непальського баблера-рихталика.

## Опис
Довжина птаха становить 9 см. Верхня частина тіла коричнева. Підборіддя біле, горло темно-рудувато-каштанове, поцятковане темними смужками. Решта нижньої частини тіла темна, поцяткована світлим лускоподібним візерунком, особливо на боках. Дзьоб маленький, чорний.

## Поширення і екологія
Асамські баблери-рихталики були відомі за одним зразком, знайденим в горах Мішмі на сході Аруначал-Прадешу. У 2004 році вид був повторно відкритий поблизу перевалу Майодія. Асамські баблери-рихталики живуть у густому підліску вологих субтропічних лісів, віддають перевагу ярам. Зустрічаються на висоті від 1800 до 2550 м над рівнем моря. Живляться комахами, яких шукають в підліску.

## Збереження
Через обмежений ареал виду МСОП класифікує його як вразливий. За оцінками дослідників, популяція асамських баблерів-рихталиків становить від 1500 до 7000 птахів. Їм загрожує знищення природного середовища.